# Бандунду
Бандунду (фр. Bandundu) — місто в провінції Маї-Ндомбе Демократичної Республіки Конго.

## Географія
До конституційної реформи 2005 року місто було адміністративним центром провінції Бандунду. Воно розташоване на північному березі річки Кванго, трохи нижче злиття річок Кванго і Квілу, за 8 км вгору за течією від злиття річок Кванго і Касаї. Відстань до Кіншаси — 260 км (близько 400 км по дорозі). За оцінками, в 2009 році населення Бандунду становило 133 080 чоловік.

### Клімат
Місто знаходиться у зоні, котра характеризується кліматом тропічних саван. Найтепліший місяць — березень із середньою температурою 26.3 °C (79.3 °F). Найхолодніший місяць — липень, із середньою температурою 24.7 °С (76.5 °F).
| Клімат Бандунду         | Клімат Бандунду | Клімат Бандунду | Клімат Бандунду | Клімат Бандунду | Клімат Бандунду | Клімат Бандунду | Клімат Бандунду | Клімат Бандунду | Клімат Бандунду | Клімат Бандунду | Клімат Бандунду | Клімат Бандунду | Клімат Бандунду |
| Показник                | Січ.            | Лют.            | Бер.            | Квіт.           | Трав.           | Черв.           | Лип.            | Серп.           | Вер.            | Жовт.           | Лист.           | Груд.           | Рік             |
| Середня температура, °C | 25,6            | 26              | 26,3            | 26,2            | 26,2            | 25,3            | 24,7            | 25,3            | 25,6            | 25,6            | 25,3            | 25,4            | 25,6            |
| Норма опадів, мм        | 185.9           | 143.7           | 199.5           | 241.5           | 129.1           | 5.8             | 3.6             | 32.3            | 115             | 163.1           | 248             | 187.9           | 1655.4          |
| Днів з опадами          | 9,3             | 10              | 13,4            | 14,7            | 11,4            | 2,7             | 1,6             | 3,3             | 7,8             | 13,1            | 15,8            | 13,1            | 116,2           |
| Вологість повітря, %    | 83.2            | 81.4            | 80.9            | 81.8            | 80.5            | 78.3            | 74.6            | 70.9            | 75.2            | 79.7            | 81.5            | 83.4            | 79.3            |
| ----------------------- | --------------- | --------------- | --------------- | --------------- | --------------- | --------------- | --------------- | --------------- | --------------- | --------------- | --------------- | --------------- | --------------- |
| Джерело: Weatherbase    |                 |                 |                 |                 |                 |                 |                 |                 |                 |                 |                 |                 |                 |

## Транспорт
Бандунду раніше був важливим річковим портом, так як він є найбільшим містом на річці між Кіншасою і Кіквітом. Однак транспортне сполучення по річках Касаї і Кванго різко скоротилося в результаті Другий конголезької війни і досі не відновилося. З Бандунду здійснюються нерегулярні пасажирські та вантажні перевезення до Кіншаси, Муші і Кіквіту. З 2008 року кілька разів на день працює поромне сполучення через річку Кванго. З Бандунду йде ґрунтова дорога, протяжністю приблизно 250 км, яка з'єднується з шосе Кіншаса — Киквіт.
У Бандунду є невеликий регіональний аеропорт з прямими рейсами до Кіншаси.
На відміну від багатьох міст в Конго, Бандунду має достатньо постійне електропостачання.

## Міста-побратими
- Атер (Бельгія)